# Asiatische Amerikaner

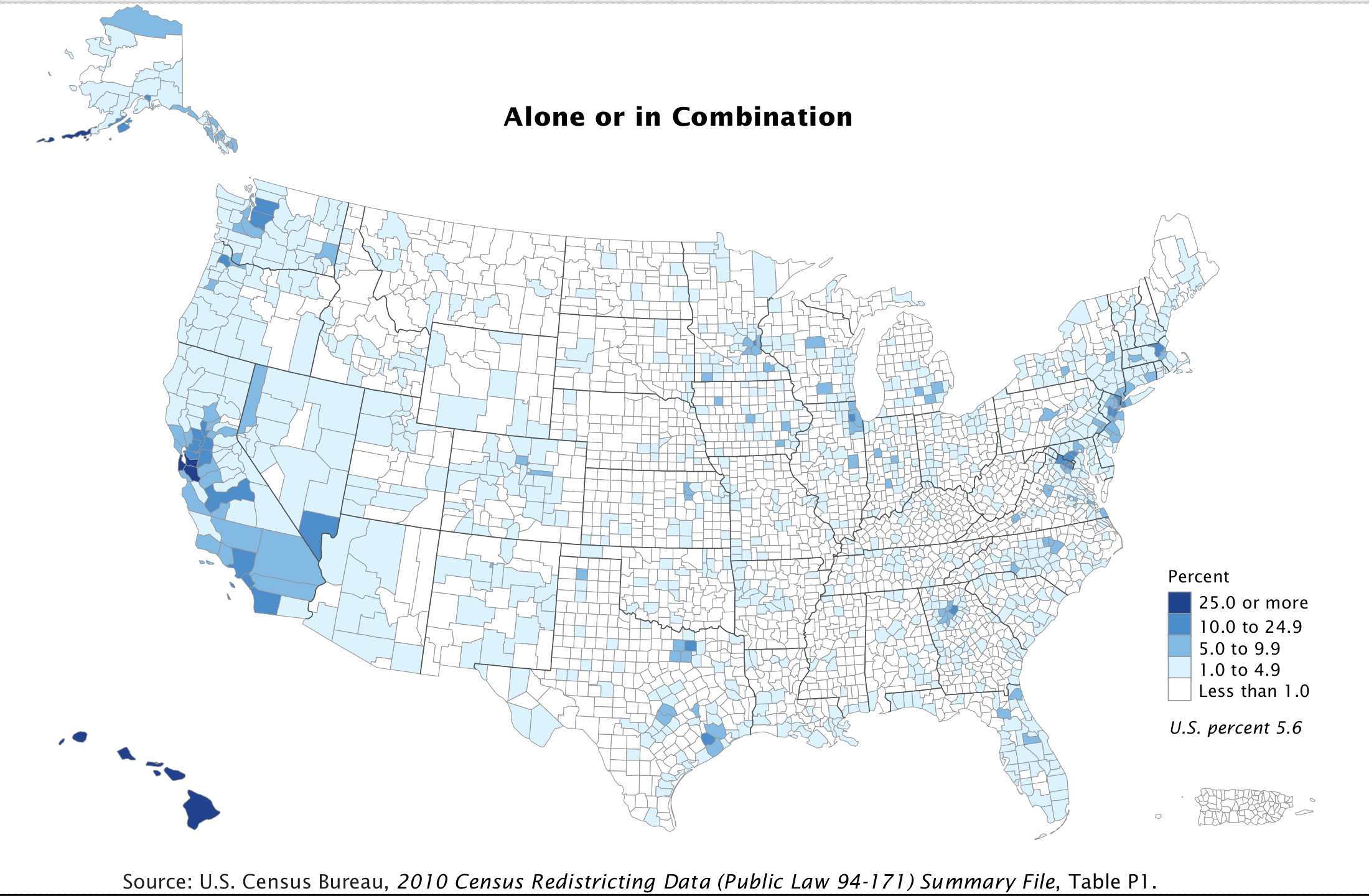
Verteilung der asiatischen Bevölkerung 2010

Asiatische Amerikaner (englisch Asian Americans) sind Einwohner der USA, die entweder in Asien geboren wurden oder asiatische Vorfahren haben. Der Terminus „Asian Americans“ wurde in den späten 1960er-Jahren durch den Historiker Yuji Ichioka geprägt, um damit die Mitglieder einer neuen radikalen politischen Identität der asiatischen Ethnien mit ähnlicher Vorgeschichte, Erfahrungen und Zielen besser benennen zu können.
Unter allen ethnischen Gruppen der USA haben asiatische Amerikaner die höchste Lebenserwartung, das höchste durchschnittliche Haushaltseinkommen und die niedrigste Kriminalitätsrate.

## Geschichte
Die Vergangenheit des Umgangs der USA mit asiatischen Amerikanern ist zum Teil belastet: mit dem Chinese Exclusion Act wurde 1882 allen chinesischen Arbeitern die Einwanderung verboten. Durch das Gentlemen’s Agreement von 1907 wurde neuen japanischen Arbeitsmigranten die Einwanderung unmöglich gemacht. Durch den Immigration Act of 1917 (auch Barred Zone Act genannt) wurden auch andere Asiaten von der Einwanderung ausgeschlossen.
Nach dem Angriff der Japaner auf Pearl Harbor im Zweiten Weltkrieg wurden japanischstämmige Amerikaner und Einwanderer teils auf Jahre in Lagern interniert.
Asiaten konnten erst wieder in größerem Umfang einwandern, nachdem 1965 das rassistische Quotensystem des Immigration Act of 1924 aufgehoben worden war.
Während der COVID-19-Pandemie in den Vereinigten Staaten kam es gehäuft zu rassistischen Übergriffen auf asiatische Amerikaner. Von vielen wurde dafür Donald Trump mitverantwortlich gemacht, der als damaliger Präsident das Coronavirus SARS-CoV-2 in der Öffentlichkeit regelmäßig als „China-Virus“ bezeichnet hatte, weil er der Volksrepublik die Schuld für den Ausbruch gab. Am 18. Mai 2021 verabschiedete der Kongress mit einer großen Mehrheit im Repräsentantenhaus ein von Präsident Joe Biden unterstütztes Gesetz gegen Hasskriminalität in diesem Zusammenhang. Der von der Repräsentantin Grace Meng und Senatorin Mazie Hirono eingebrachte Gesetzestext fördert unter anderem Hotlines zur Meldung von Vorfällen in diesem Kontext auf der Ebene der Bundesstaaten und die Ausbildung von Bundesbediensteten, um sie für Rassismus dieser Art zu sensibilisieren.

## Verteilung der asiatischen Bevölkerung
| Region           | Absolute Anzahl | Verteilung der asiatischen US-Bevölkerung |
| ---------------- | --------------- | ----------------------------------------- |
| Westen           | 5.870.499       | 49,3 %                                    |
| Nordosten        | 2.368.297       | 19,9 %                                    |
| Südstaaten       | 2.267.094       | 19,1 %                                    |
| Mittlerer Westen | 1.392.938       | 11,7 %                                    |

Quelle: Erfassung des United States Census Bureau im Jahre 2000
Im Jahre 2010 lebten etwa 17 Millionen sogenannte „Asian Americans“ in den Vereinigten Staaten. Die größte Gruppe bilden die Chinesen (3,7 Mio.), gefolgt von den Filipinos (3,4 Mio.) und den Indern (Desi) (3,1 Mio.). Die Mehrheit von ihnen lebt in Großstädten. Etwa 50 % der asiatischen Amerikaner lebt auf Hawaii und an der Westküste Amerikas.